# Airborne Early Warning and Control
Boeing produce un sistema specifico dotato di un radar radome rotante "rotodome" progettato e costruito da Boeing Defense, Space & Security utilizzando il radar Westinghouse (ora Northrop Grumman). È montato sull'aereo Boeing E-3 Sentry ("sentinella") e, più di recente, sul Boeing E-767; quest'ultimo utilizzato solo dalla Forza aerea di Auto-Difesa del Giappone. Quando il primo "AWACS" entrò in servizio, rappresentò un importante avanzamento nella capacità, essendo il primo AEW ad utilizzare un radar a impulsi-Doppler, che gli consentiva di tenere traccia di obiettivi normalmente persi nell'inquadratura del suolo. In precedenza, gli aerei in volo a bassa quota potevano essere facilmente rintracciati solo sull'acqua.

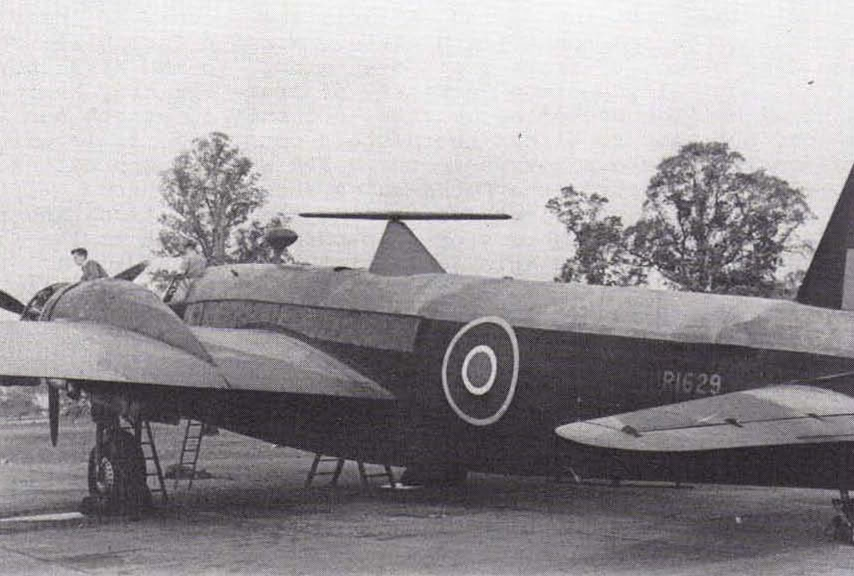
Il Wellington Ic "Air Controlled Interception", con la sua antenna radar rotante, il primo aereo AEW.

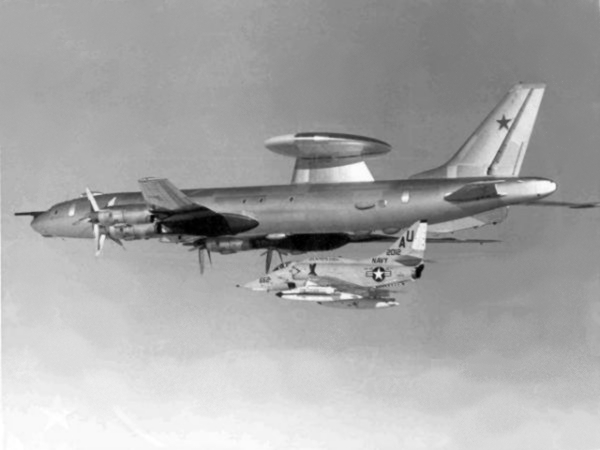
Un Tupolev Tu-126 AEW della Voenno-vozdušnye sily SSSR.

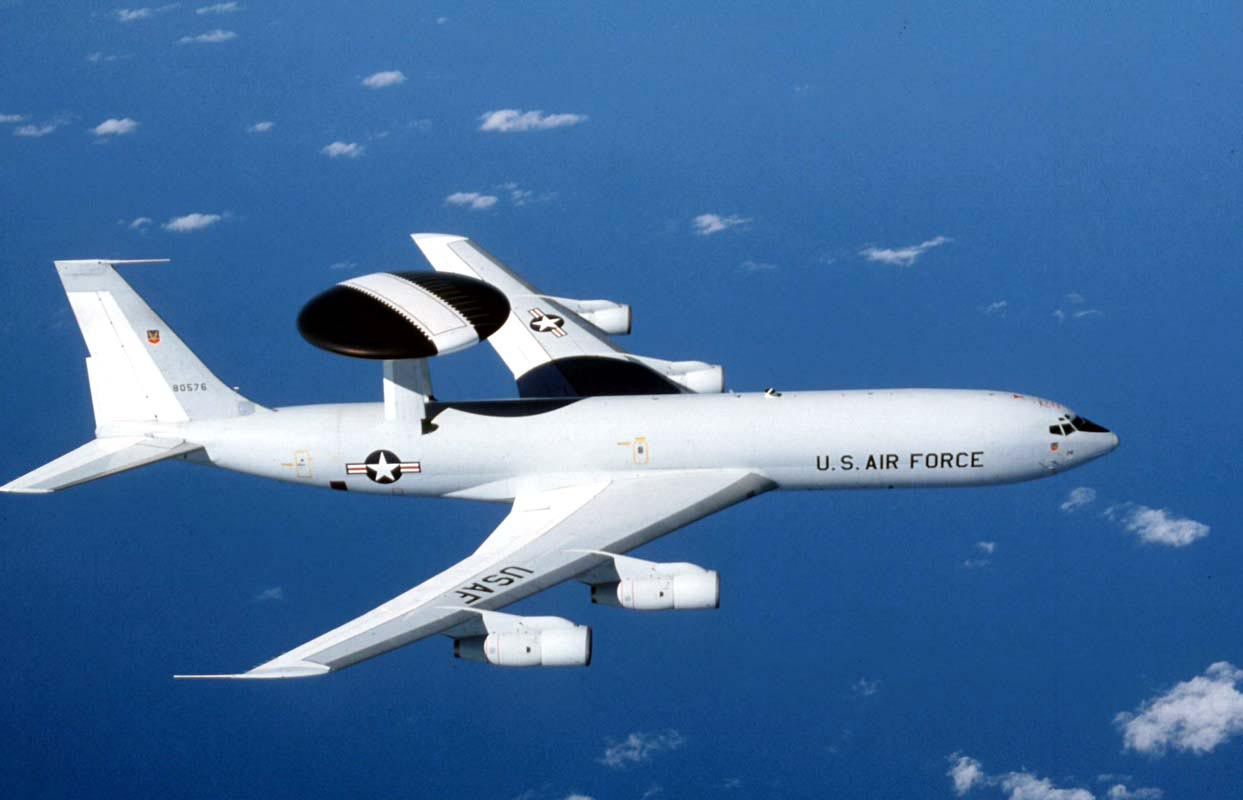
Un Boeing E-3 Sentry dell'United States Air Force.

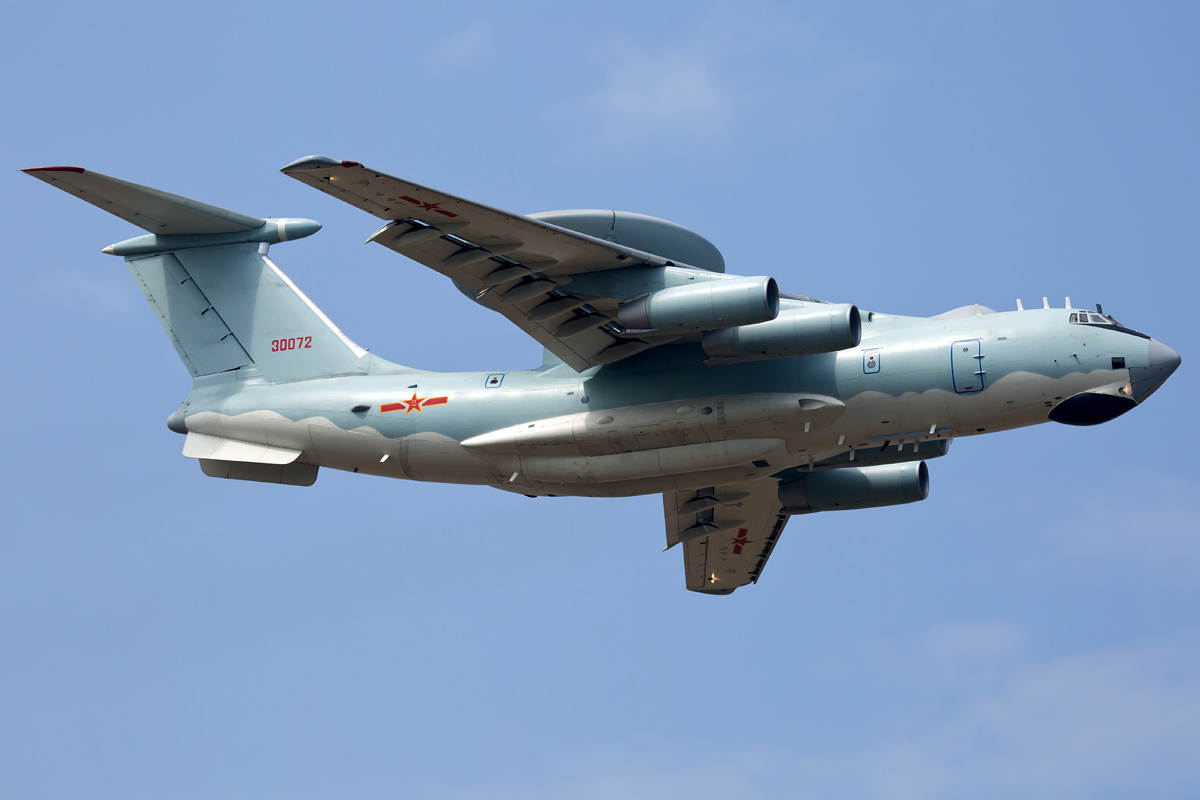
Un Xian KJ-2000 della Zhongguo Renmin Jiefangjun Kongjun.

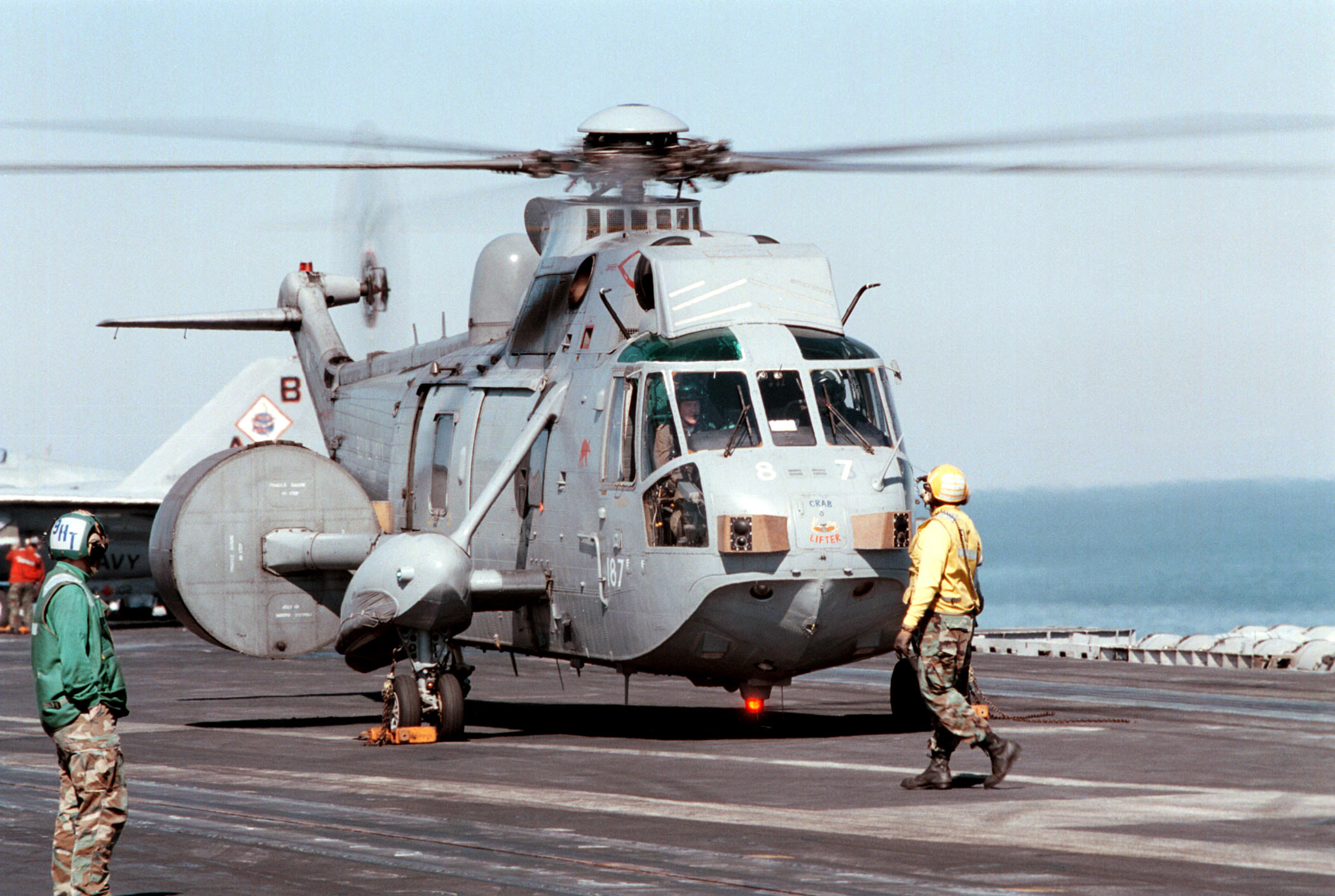
Un Westland Sea King AEW.2A della Royal Navy.

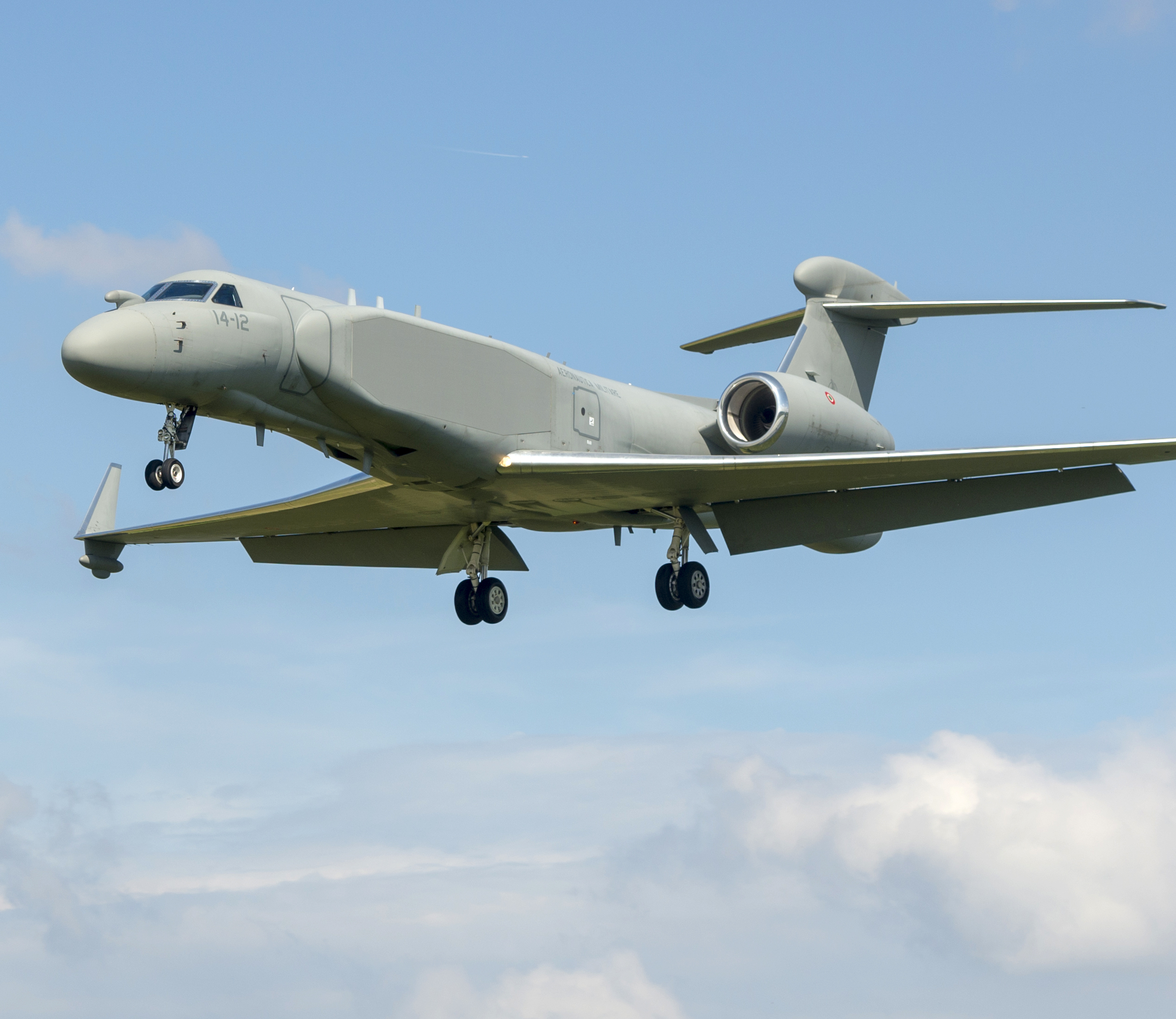
Un G550 CAEW dell'Aeronautica Militare Italiana.

L'Airborne Early Warning and Control System – AEW&CS (in italiano: Sistema Aviotrasportato di Preallarme e di Controllo, è un sistema radar aviotrasportato utilizzato per la sorveglianza aerea e per tutte le funzioni C3 (Comando, Controllo e Comunicazioni) a vantaggio sia delle forze coinvolte nella difesa aerea, sia delle forze tattiche terrestri. Per indicare questi sistemi in uso su velivoli si usa comunemente anche la locuzione aeromobile radar o picchetto radar.
L'Airborne Early Warning System – AEWS (in italiano: Sistema Aviotrasportato di Preallarme; in francese: Système aéroporté de détection lointaine) è un sistema precedente all'AEW&CS usato nei primi aerei e più recentemente negli elicotteri e senza o con limitate capacità di comando e controllo.
L'Airborne Warning and Control System – AWACS (in italiano: Sistema Aviotrasportato di Allarme e Controllo; in francese: Système aéroporté de détection et de contrôle) è uno specifico sistema AEW&CS realizzato dalla Boeing ed installato sui Boeing E-3 Sentry e Boeing E-767; tuttavia, nel tempo, il termine AWACS è diventato sinonimo di AEW&CS e spesso è utilizzato al posto della denominazione generica AEW&CS.
Airborne Surveillance and Control (ASaC) (in italiano: Sorveglianza e Controllo Aviotrasportato), Helicopter Early Warning (HEW) (in italiano: Preallarme (su) elicottero) o Early Radar Warning (ERW) sono altre due denominazioni dell'AEW&CS usate per gli elicotteri Sea King, EH-101/AW-101 e Ka-31.

## Caratteristiche
Un Sistema Aviotrasportato di Preallarme e di Controllo (AEW&CS) è un sistema di picchetto radar aviotrasportato progettato per rilevare aerei, navi e veicoli a lunghe distanze e per eseguire il comando e controllo del teatro delle operazioni, dirigendo gli attacchi aerei. Le unità AEW&C vengono utilizzate anche per eseguire la sorveglianza, inclusi gli obiettivi a terra e spesso eseguono funzionalità "C2BM" (Command, Control and Battle Management) simili a un controllo del traffico aereo avendo il comando militare sulle altre forze. Quando utilizzati ad altitudine, il radar sull'aereo consente agli operatori di rilevare e tenere traccia degli obiettivi e di distinguere tra aerei amici o nemici, molto più lontani che se rilevati da un radar simile basato su terra. Come un radar a terra, esso può essere rilevato dalle forze opposte, ma a causa della sua mobilità, è molto meno vulnerabile al contrattacco.
Gli aerei AEW&C sono utilizzati sia per operazioni aeree difensive, sia offensive; essi sono, nella NATO e altre nelle Forze aeree, quello che la centrale operativa di combattimento (COC) è in una nave da guerra delle forze navali, oltre ad essere una piattaforma radar altamente mobile e potente. Il sistema viene usato in modo offensivo per dirigere i caccia verso i loro obiettivi, e difensivamente, dirigendo contrattacchi contro le forze nemiche, sia in aria che a terra. Il vantaggio di comandare e controllare da un'alta quota è così utile che la US Navy e la Marine nationale usano i velivoli E-2 Hawkeye dalle loro portaerei per aumentare e proteggere i propri Combat Information Centers (CICs).
La denominazione airborne early warning (AEW) è stata utilizzata per i primi aerei di questo tipo, come il Fairey Gannet AEW3 e il Lockheed EC-121 Warning Star, e continua ad essere utilizzata dalla Royal Air Force per i suoi E-3D Sentry AEW1; mentre airborne early warning and control (AEW&C) sottolinea le capacità di comando e controllo che potrebbero non essere presenti su velivoli radar più piccoli o semplici. Airborne Warning and Control System (AWACS) è il nome del sistema specifico installato negli aerei Boeing E-3 Sentry e Boeing E-767, ma viene spesso utilizzato come sinonimo generale per "AEW&C".
I moderni sistemi "AEW&C" – come l'"AWACS" – possono volare per oltre 10 ore (o più con un rifornimento in volo) e volando a 30 000 ft (9 100 m) possono rilevare aeromobili a bassa quota fino a 400 km (220 nmi) o fino a 520 km (280 nmi) se questi volano a quota intermedia; ben al di là dalla portata dei missili terra-aria (escluso il russo S-400). Un aereo "AEW&C" – come l'"AWACS" – che vola a 30 000 ft (9 100 m) può coprire un'area di 312 000 km² (120 000 mi²), una superficie pari a quella della Polonia. Tre aeromobili simili in orbite sovrapposte possono coprire tutta l'Europa centrale.
Nei combattimenti aria-aria, i sistemi "AEW&C" possono comunicare con gli aerei amici, estendere il raggio d'azione dei loro sensori e dare loro minore visibilità dato che non hanno più la necessità di usare il proprio radar per rilevare le intrusioni nemiche.

## Storia
Dopo aver sviluppato il primo sistema di preallarme radar basato a terra – Chain home – i britannici hanno sviluppato un set radar che poteva essere trasportato su un aereo, che hanno chiamato "Air Controlled Interception". L'intenzione era quella di coprire i porti nord-occidentali (del Regno Unito) dove i velivoli tedeschi a lungo raggio Focke-Wulf Fw 200 ne minacciavano il naviglio. Un bombardiere Vickers Wellington (numero di serie R1629) è stato dotato di un'antenna array rotante. Esso fu testato per essere utilizzato contro degli obiettivi aerei e poi per un possibile utilizzo contro le imbarcazioni tedesche S-Boot. Un altro Wellington equipaggiato di radar con una differente installazione fu usato per dirigere i Bristol Beaufighter contro gli Heinkel He 111, i quali effettuavano lanci di V1 (Fieseler Fi 103).
Nel febbraio del 1944 la US Navy ha ordinato lo sviluppo di un sistema radar che doveva essere portato in altitudine su un aereo con nome di "progetto Cadillac". Un sistema prototipo fu costruito e portato in volo in agosto su un aerosilurante TBM Avenger modificato. I test furono un successo, con il sistema in grado di rilevare formazioni a bassa quota ad una distanza superiore a 160 km (86 nmi). La US Navy ha poi ordinato la produzione del TBM-3W, il primo aereo di produzione AEW a entrare in servizio. Il TBM-3W era dotato del radar AN/APS-20.
I Lockheed WV e EC-121 Star Warning, che volarono già nel 1949, servivano ampiamente sia con la US Air Force sia con la US Navy e fornivano la principale copertura AEW per le forze statunitensi durante la guerra del Vietnam. Questi dovevano rimanere operativi fino alla sostituzione con l'E-3 AWACS, il loro successore previsto. Sviluppati approssimativamente in parallelo, i "blimps" di classe N sono stati utilizzati anche come aerei AEW, riempiendo le lacune nella copertura radar per gli Stati Uniti d'America continentali, la loro lunga resistenza di più di 200 ore era una caratteristica importante in un aereo AEW, sebbene le operazioni furono sospese nel 1962 dopo un incidente.
Nel 1958, all'OKB sovietico Tupolev fu ordinato di progettare un aereo AEW. Dopo aver stabilito che la strumentazione radar prevista non poteva essere inserita in un Tupolev Tu-95 o in un Tupolev Tu-116, fu deciso di usare il più capiente Tupolev Tu-114. Questo ha risolto i problemi con il raffreddamento e con lo spazio operatore che esistevano con la fusoliera più stretta del Tu-95 e del Tu-116. Per soddisfare i requisiti dell'autonomia di volo, gli esemplari di produzione furono dotati di una sonda di rifornimento aria-aria. Il sistema risultante, il Tupolev Tu-126, entrò nel servizio nel 1965 con le forze aeree sovietiche e rimase in servizio fino alla sostituzione con il Beriev A-50 nel 1984.

## Sistemi

### Aerei
Molti paesi hanno sviluppato propri sistemi AEW&C, anche se i Boeing E-3 Sentry e i Northrop Grumman E-2 Hawkeye sono i sistemi più usati in tutto il mondo. L'E-3 Sentry è stato costruito dal "Boeing Defense and Space Group" (ora Boeing Defense, Space & Security) ed è stato basato sul velivolo Boeing 707-320. Sono stati costruiti 68 E-3 Sentry: 34 per l'US Air Force, 18 per la NATO, 7 per la Royal Air Force, 4 per l'Armée de l'air e 5 – a seguito di un contratto molto controverso – per l'Al-Quwwat al-Jawwiyya al-Sa'udiyya.
Inoltre, per la Kōkū Jieitai, la tecnologia impiegata nell'E-3 Sentry è stata "inserita" nel Boeing E-767.
Il Northrop Grumman E-2 Hawkeye, appositamente progettato per questo scopo, entra nel servizio nel 1964 ed è (stato) utilizzato da 8 nazioni diverse. Centinaia di E-2 Hawkeye sono stati prodotti e nuove versioni continuano ad essere sviluppate rendendolo il sistema AEW più utilizzato. Il principale operatore è la US Navy che ha 80 esemplari, seguono la Kōkū Jieitai (13 + 4 in ordine), la El Qūwāt El Gawīyä El Maṣrīya (7) la Zhōnghuá Mínguó Kōngjūn (4), l'Aéronautique navale (3), l'Armada de México (3 ex Israele), la Heyl Ha'Avir (4 tutti dismessi) e la Angkatan Udara Republik Singapura (4 tutti dismessi).
Dopo la seconda guerra mondiale, il Regno Unito ha dispiegato la sua capacità AEW con gli aerei statunitensi Douglas AD-4W Skyraider, designati Skyraider AEW.1, che a loro volta sono stati sostituiti dai Fairey Gannet AEW.3, utilizzando lo stesso radar AN/APS-20. Con il ritiro delle portaerei convenzionali, il Gannet è stato ritirato e la Royal Air Force (RAF) ha installato i radars dei Gannets sugli Avro Shackleton MR.2, ridesignati Shackleton AEW.2. Per sostituire lo Shackleton AEW.2, una variante AEW del Hawker Siddeley Nimrod, nota come "Nimrod AEW3", è stata ordinata nel 1974. Tuttavia, dopo uno sviluppo lungo e problematico, questo progetto è stato annullato nel 1986 e sono stati acquistati 7 Boeing E-3D, designati Sentry AEW.1 nella RAF.
La Russia utilizza, dalla seconda metà degli anni ottanta, 15-20 Beriev A-50 e A-50U "Shmel" o "Mainstay" nel ruolo di aereo AEW. Il Beriev A-50 si basa sullo Ilyushin Il-76, con un grosso radome a disco non rotante sulla fusoliera. Questi A-50 hanno sostituito i 12 Tupolev Tu-126 che svolgevano questo ruolo in precedenza. L'A-50 e l'A-50U saranno eventualmente sostituiti dal Beriev A-100, che disporrà di un apparato AESA nel radome e che si basa sull'Il-76MD-90A (Il-476).
Un altro sistema "AEW&C" largamente usato è basato sul radar "Erieye" di Saab (in precedenza di Ericsson). Questo radar è montato su 4 tipi di aerei: Saab 340 AEW&C, Saab 2000 AEW&C, Embraer R-99 e Bombardier GlobalEye AEW ed è in servizio con 8 nazioni diverse. Gli utilizzatori del "Erieye" sono la Svenska flygvapnet (4), la Al-Quwwāt al-Jawiyya al-Imārātiyya (5), la Al-Quwwat al-Jawwiyya al-Sa'udiyya (2), la Fi'saia Pakistana (7), la Força Aérea Brasileira (5), la Fuerza Aérea Mexicana (1), la Kongthap Akat Thai (2) e la Polemikí Aeroporía (4).

### Elicotteri
L'elicottero navale britannico Sea King ASaC7 è stato impiegato sulle portaerei della classe Invincible. La realizzazione del "Sea King ASaC7" (e dei precedenti "AEW.2" e "AEW.5") è stata la conseguenza delle lezioni apprese dalla Royal Navy durante la guerra delle Falkland del 1982, quando la mancanza di copertura AEW per la task force era un grave handicap tattico e li ha lasciati vulnerabili all'attacco a bassa quota. Dal 2018 la Royal Navy sostituirà i propri Sea King ASaC7 con il sistema modulare "Crowsnest" che sarà installato sugli AgustaWestland Merlin ASaC.
L'Armada Española ha utilizzato 3 Sikorsky SH-3H AEW – col radar Searchwater – dal 1988 al 2016, quando sono stati convertiti in elicotteri utility.
Dal 2012, l'AgustaWestland EH 101 AEW / EH-101A è impiegato dalla Marina Militare sulle portaerei Cavour e Giuseppe Garibaldi.
Il russo Kamov Ka-31 è impiegato dalla Marina militare della Federazione Russa, dalla Marina militare dell'India e dalla Marina militare della Cina. Il Kamov Ka-31 è dotato del radar elettronico da guerra aereo "E-801M Oko" (occhio) che può tracciare 20 obiettivi contemporaneamente, rilevando aerei fino a 150 km (81 nmi) e navi da guerra di superficie fino a 200 km (110 nmi) di distanza.

## Aeromobili AEW&C
| Tipo       | noA                         | noR                         | Aeromobile                                          | Radar               | Note                 |
| ---------- | --------------------------- | --------------------------- | --------------------------------------------------- | ------------------- | -------------------- |
| Aereo      | Unione Sovietica (bandiera) | Unione Sovietica (bandiera) | Antonov An-71                                       |                     | [ 18 ]               |
| Aereo      | Regno Unito (bandiera)      | Stati Uniti (bandiera)      | Avro Shackleton AEW2                                | AN/APS-20           |                      |
| Aereo      | Russia (bandiera)           | Russia (bandiera)           | Beriev A-100                                        |                     |                      |
| Aereo      | Russia (bandiera)           | Russia (bandiera)           | Beriev A-50M/U                                      |                     | [ 19 ] [ 20 ]        |
| Aereo      | Russia (bandiera)           | Israele (bandiera)          | Beriev A-50EI                                       | EL/W-2090           |                      |
| Aereo      | Stati Uniti (bandiera)      | Israele (bandiera)          | Boeing 707 Phalcon                                  | EL/M-2075           |                      |
| Aereo      | Stati Uniti (bandiera)      | Stati Uniti (bandiera)      | Boeing 737 AEW&C                                    |                     | [ 21 ] [ 22 ]        |
| Aereo      | Stati Uniti (bandiera)      | Stati Uniti (bandiera)      | Boeing B-29 AEW                                     |                     |                      |
| Aereo      | Stati Uniti (bandiera)      | Stati Uniti (bandiera)      | Boeing E-3 Sentry                                   | AN/APY-1 o AN/APY-2 | [ 23 ] [ 24 ]        |
| Aereo      | Stati Uniti (bandiera)      | Stati Uniti (bandiera)      | Boeing E-767                                        |                     | [ 25 ] [ 26 ]        |
| Aereo      | Stati Uniti (bandiera)      | Stati Uniti (bandiera)      | Boeing EC-137D                                      |                     |                      |
| Aereo      | Stati Uniti (bandiera)      | Stati Uniti (bandiera)      | Boeing PB-1W Flying Fortress                        | AN/APS-20           |                      |
| Aereo      | Canada (bandiera)           | Svezia (bandiera)           | Bombardier GlobalEye AEW                            | Erieye              | [ 27 ]               |
| Aereo      | Regno Unito (bandiera)      | Regno Unito (bandiera)      | British Aerospace Nimrod AEW3                       | Searchwater         |                      |
| Aereo      | Regno Unito (bandiera)      | Regno Unito (bandiera)      | Britten-Norman AEW Defender                         |                     |                      |
| Aereo      | Spagna (bandiera)           | Israele (bandiera)          | CASA C-295 AEW                                      | EL/W-2090           | [ 28 ]               |
| Aereo      | Stati Uniti (bandiera)      | Stati Uniti (bandiera)      | Douglas A-1 AEW variants                            |                     |                      |
| Aereo      | Brasile (bandiera)          | India (bandiera)            | Embraer R-99                                        | DRDO AEW&CS         | [ 29 ]               |
| Aereo      | Brasile (bandiera)          | Svezia (bandiera)           | Embraer R-99A/E-99/EMB 145 AEW&C                    | Erieye              | [ 30 ]               |
| Aereo      | Regno Unito (bandiera)      | Stati Uniti (bandiera)      | Fairey Gannet AEW3 / AEW7                           | AN/APS-20           | [ 31 ]               |
| Aereo      | Stati Uniti (bandiera)      | Stati Uniti (bandiera)      | Grumman E-1 Tracer                                  | AN/APS-82           | [ 32 ]               |
| Aereo      | Stati Uniti (bandiera)      | Stati Uniti (bandiera)      | Grumman E-2 Hawkeye                                 | AN/APS-91           | [ 34 ] [ 35 ] [ 36 ] |
| Aereo      | Stati Uniti (bandiera)      | Stati Uniti (bandiera)      | Grumman TBM-3W Avenger                              |                     | [ 10 ]               |
| Aereo      | Stati Uniti (bandiera)      | Israele (bandiera)          | Gulfstream G550 CAEW Eitam                          | EL/W-2085           | [ 37 ]               |
| Aereo      | Regno Unito (bandiera)      | India (bandiera)            | HAL 748                                             | ASP                 |                      |
| Aereo      | Regno Unito (bandiera)      | Regno Unito (bandiera)      | Hawker Siddeley P.139B                              |                     |                      |
| Aereo      | Cina (bandiera)             | Cina (bandiera)             | KJ-1 AEWC                                           |                     |                      |
| Aereo      | Stati Uniti (bandiera)      | Stati Uniti (bandiera)      | Lockheed AMSS                                       |                     |                      |
| Aereo      | Stati Uniti (bandiera)      | Stati Uniti (bandiera)      | Lockheed EC-130V Hercules                           |                     | [ 38 ]               |
| Aereo      | Stati Uniti (bandiera)      | Stati Uniti (bandiera)      | Lockheed P-3 AEW&C                                  |                     |                      |
| Aereo      | Stati Uniti (bandiera)      | Stati Uniti (bandiera)      | Lockheed WV-2/PO-2W/EC-121 Warning Star             | AN/APS-20           | [ 39 ]               |
| Aereo      | Stati Uniti (bandiera)      | Stati Uniti (bandiera)      | Northrop Grumman E-10 MC2A                          |                     | [ 40 ]               |
| Aereo      | Europa (bandiera)           | Israele (bandiera)          | Raytheon E-Systems A310 AEW                         | EL/M-2075           | [ 41 ]               |
| Aereo      | Svezia (bandiera)           | Svezia (bandiera)           | Saab 2000 AEW&C                                     | Erieye              | [ 42 ]               |
| Aereo      | Svezia (bandiera)           | Svezia (bandiera)           | Saab 340 AEW&C (S 100 B/D Argus)                    | Erieye              | [ 43 ]               |
| Aereo      | Cina (bandiera)             | Cina (bandiera)             | Shaanxi KJ-200                                      |                     |                      |
| Aereo      | Cina (bandiera)             | Cina (bandiera)             | Shaanxi KJ-500                                      |                     |                      |
| Aereo      | Cina (bandiera)             | Cina (bandiera)             | Shaanxi Y-8 AEW Variants                            |                     |                      |
| Aereo      | Unione Sovietica (bandiera) | Unione Sovietica (bandiera) | Tupolev Tu-126                                      |                     | [ 12 ]               |
| Aereo      | Regno Unito (bandiera)      | Regno Unito (bandiera)      | Vickers Wellington Ic "Air Controlled Interception" |                     | [ 9 ]                |
| Aereo      | Cina (bandiera)             | Cina (bandiera)             | Xian JZY-01                                         |                     |                      |
| Aereo      | Russia (bandiera)           | Cina (bandiera)             | Xian KJ-2000                                        |                     | [ 44 ]               |
| Aereo      | Russia (bandiera)           | Cina (bandiera)             | Xian KJ-3000                                        |                     |                      |
| Aereo      | Unione Sovietica (bandiera) | Unione Sovietica (bandiera) | Yakovlev Yak-44                                     |                     | [ 45 ]               |
| Blimp      | Stati Uniti (bandiera)      | Stati Uniti (bandiera)      | Goodyear ZP2N-1W/ZPG-2W/EZ-1B                       |                     |                      |
| Blimp      | Stati Uniti (bandiera)      | Stati Uniti (bandiera)      | Goodyear ZPG-3W                                     |                     |                      |
| Elicottero | Italia (bandiera)           | Italia (bandiera)           | AgustaWestland EH 101 AEW / EH-101A                 | Eliradar HEW-784    | [ 47 ] [ 48 ] [ 49 ] |
| Elicottero | Regno Unito (bandiera)      | Regno Unito (bandiera)      | AgustaWestland Merlin ASaC                          | Searchwater         |                      |
| Elicottero | Cina (bandiera)             | Cina (bandiera)             | Changhe Z-18J                                       |                     |                      |
| Elicottero | Russia (bandiera)           | Russia (bandiera)           | Kamov Ka-31                                         | Oko E-801           | [ 50 ] [ 51 ]        |
| Elicottero | Stati Uniti (bandiera)      | Stati Uniti (bandiera)      | Sikorsky HR2S-1W                                    | AN/APS-20           | [ 52 ]               |
| Elicottero | Stati Uniti (bandiera)      | Regno Unito (bandiera)      | Sikorsky SH-3H AEW                                  | Searchwater         |                      |
| Elicottero | Regno Unito (bandiera)      | Regno Unito (bandiera)      | Westland Sea King AEW.2 / AEW5 / ASaC7              | Searchwater         | [ 53 ]               |
| Tipo       | NOA                         | NOR                         | Aeromobile                                          | Radar               | Note                 |

## Utilizzatori
| Nazione             | Operatore                                   | Aeromobile                                                                            |
| ------------------- | ------------------------------------------- | ------------------------------------------------------------------------------------- |
| Arabia Saudita      | Al-Quwwat al-Jawwiyya al-Sa'udiyya          | Boeing E-3 Sentry, Saab E-2000                                                        |
| Australia           | Royal Australian Air Force                  | Boeing 737 AEW&C                                                                      |
| Brasile             | Força Aérea Brasileira                      | Embraer R-99A                                                                         |
| Cile                | Fuerza Aérea de Chile                       | IAI 707 Phalcon                                                                       |
| Cina                | Zhongguo Renmin Jiefangjun Haijun           | Shaanxi Y-8 AWACS/Y-8J AEW, Kamov Ka-31                                               |
| Cina                | Zhongguo Renmin Jiefangjun Kongjun          | KJ-200, KJ-2000                                                                       |
| Corea del Sud       | Daehan Minguk Gonggun                       | Boeing 737 AEW&C                                                                      |
| Egitto              | El Qūwāt El Gawīyä El Maṣrīya               | Grumman E-2 Hawkeye                                                                   |
| Emirati Arabi Uniti | Al-Quwwāt al-Jawiyya al-Imārātiyya          | Saab 340 AEW&C, Bombardier GlobalEye AEW                                              |
| Francia             | Aéronautique navale                         | Grumman E-2C Hawkeye                                                                  |
| Francia             | Armée de l'air                              | Boeing E-3F Sentry                                                                    |
| Giappone            | Kōkū Jieitai                                | Boeing E-767, Grumman E-2 Hawkeye                                                     |
| Grecia              | Polemikí Aeroporía                          | Embraer R-99A                                                                         |
| India               | Bhāratīya Nāu Senā                          | Kamov Ka-31                                                                           |
| India               | Bhāratīya Vāyu Senā                         | Beriev A-50, Embraer R-99A                                                            |
| Israele             | Heyl Ha'Avir                                | Grumman E-2 Hawkeye, IAI 707 Phalcon, Gulfstream/IAI G550 Eitam CAEW                  |
| Italia              | Aeronautica Militare Italiana               | Gulfstream G550 CAEW                                                                  |
| Italia              | Aviazione Navale                            | AgustaWestland EH 101 AEW / EH-101A                                                   |
| Messico             | Armada de México                            | Grumman E-2 Hawkeye                                                                   |
| Messico             | Fuerza Aérea Mexicana                       | Embraer R-99A                                                                         |
| NATO                | North Atlantic Treaty Organization          | Boeing E-3 Sentry                                                                     |
| Pakistan            | Fi'saia Pakistana                           | Saab 2000 AEW&C, Shaanxi Y-8 AWACS/Y-8J AEW                                           |
| Regno Unito         | Royal Air Force                             | Boeing E-3 Sentry                                                                     |
| Regno Unito         | Royal Navy                                  | Westland Sea King AEW.2 / AEW5 / ASaC7; AgustaWestland EH-101 / 112-AEW / Merlin ASaC |
| Russia              | Voenno-morskoj flot Rossijskoj Federacii    | Kamov Ka-31                                                                           |
| Russia              | Voenno-vozdušnye sily Rossijskoj Federacii  | Beriev A-50                                                                           |
| Singapore           | Angkatan Udara Republik Singapura           | Grumman E-2 Hawkeye, Gulfstream/IAI G550 Eitam CAEW                                   |
| Spagna              | Armada Española                             | Sikorsky SH-3H AEW                                                                    |
| Stati Uniti         | United States Air Force                     | Boeing E-3 Sentry                                                                     |
| Stati Uniti         | United States Customs and Border Protection | Lockheed P-3AEW&C                                                                     |
| Stati Uniti         | United States Navy                          | Grumman E-2 Hawkeye                                                                   |
| Svezia              | Svenska flygvapnet                          | Saab 340 AEW&C                                                                        |
| Thailandia          | Kongthap Akat Thai                          | Saab 340 AEW&C                                                                        |
| Taiwan              | Zhōnghuá Mínguó Kōngjūn                     | Grumman E-2 Hawkeye                                                                   |
| Turchia             | Türk Hava Kuvvetleri                        | Boeing 737 AEW&C                                                                      |
| Nazione             | Operatore                                   | Aeromobile                                                                            |